# Каталогизација
Каталогизација у библиотекарству процес је прављења метаподатака информационих ресурса као што су књиге, звучни записи и филмови. Каталогизација обухвата информације као што су име аутора, наслов и тема које постају део библиографског записа. Запис служи као сурогат за ускладиштени информациони ресурс. Од 1970-их, метаподаци су у машински читљивој форми и индексирани су у библиографским базама података и претраживачима. Каталогизацијом настају библиотекарски каталози.
Библиографска контрола пружа филозофску основу каталогизације дефинишући правила којима се довољно описује информациони ресурс и омогућава корисницима да пронађу најадекватнији. 
Каталогизатор је особа одговорна за процес описа, анализе теме, класификације и нормативне контроле библотекарског материјала. Каталогизатори су основ сваке библиотекарске услуге јер су они ти који организују информације на такав начин да им се може што лакше приступити.